# Iberesia machadoi
Iberesia machadoi är en spindelart som beskrevs av Decae och Cardoso 2006. Iberesia machadoi ingår i släktet Iberesia och familjen Nemesiidae.
Artens utbredningsområde är Portugal. Inga underarter finns listade i Catalogue of Life.